# Horváth Endre (grafikus)

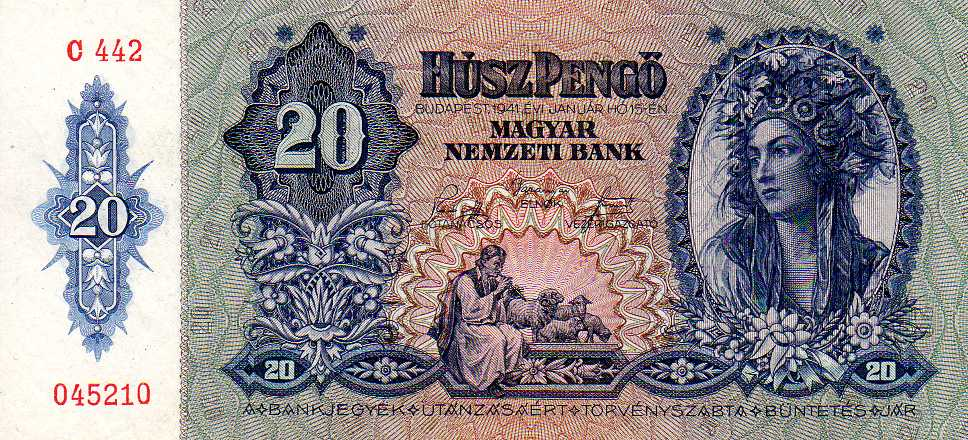
Horváth Endre munkássága csúcsának sokan ezt a húszpengőst tekintik

Bibithi és legéndi Horváth Endre (Bazin, 1896. március 3. – Budapest, 1954. október 13.) magyar grafikusművész, számos pengő- és forintbankjegy és magyar bélyeg tervezője.

## Életpályája
Szülei a perbetei születésű Horváth Géza (1860-1912) és a zsitvagyarmati születésű Soós Gizella (1869-1952). 1908-ban Balassagyarmatra költöztek, ahol befejezte gimnáziumi tanulmányait. Jogra iratkozott be, de az első világháború kitörésével a besztercebányai 16. honvéd gyalogezredhez vonult be. Az első világháborúban hadnagyi rangot szerzett.
1919-1925 között a Magyar Iparművészeti Főiskolán tanult, mestere volt Helbing Ferenc és Haranghy Jenő. Viszonylag fiatalon került a Pénzjegynyomda tervezőosztályára, ahol akkoriban sok osztrák szakember dolgozott, és magas színvonalú művészeti munka folyt, de hiányzott egy karakteres magyar művész.
A réz- és acélmetszés területén volt kiemelkedő. Tervezett bankjegyeket, postabélyegeket (a metszet-mélynyomtatásos bélyegkészítés hazai meghonosítója), plakátokat és ex libriseket. Bankjegytervezői munkássága a legkiemelkedőbb: a klasszikus stílus és a népi motívumok ötvözése stílusteremtő volt. Bankjegyein előszeretettel ábrázolt palóc modelleket.
1950 és 1953 között több postabélyeg készült az ő tervei alapján.
Az életét és munkásságát bemutató kiállítás a balassagyarmati Madách Imre Városi Könyvtár Helytörténeti Gyűjteményében tekinthető meg.

## Bélyegtervei
- Petőfi (III) (sorozat, 3 érték, 1950)
- Bem (sorozat, 3 érték, 1950)
- Bem-blokk (1950)
- Bélyegnap (sorozat, 2 érték, 1953)